# Campeonato Asiático de Atletismo de 2023 - Salto triplo feminino
A prova do salto triplo feminino do Campeonato Asiático de Atletismo de 2023 foi disputada no dia 12 de julho de 2023, no Estádio Nacional, em Banguecoque, na Tailândia.

## Recordes
Antes desta competição, os recordes mundiais e do campeonato nesta prova eram os seguintes:
|                       | Nome          | Nacionalidade | Distância | Local    | Data                  |
| --------------------- | ------------- | ------------- | --------- | -------- | --------------------- |
| Recorde mundial       | Yulimar Rojas | Venezuela     | 15m 74cm  | Belgrado | 22 de março de 2022   |
| Recorde do campeonato | Olga Rypakova | Cazaquistão   | 14m 69cm  | Amã      | 28 de julho de 2007   |
| Recorde asiático      | Olga Rypakova | Cazaquistão   | 15m 25cm  | Split    | 4 de setembro de 2010 |

## Medalhistas
| Ouro                  | Prata          | Bronze                 |
| Mariko Morimoto (JPN) | Zeng Rui (CHN) | Nguyễn Thị Hương (VIE) |

## Cronograma
Todos os horários são locais (UTC+7)
| Data        | Hora  | Evento |
| ----------- | ----- | ------ |
| 12 de julho | 17:45 | Final  |

## Resultado final
A final ocorreu no dia 12 de julho às 17:45.
| Posição           | Atleta               | Nacionalidade | #1    | #2    | #3    | #4    | #5    | #6    | Resultados | Notas           |
| ----------------- | -------------------- | ------------- | ----- | ----- | ----- | ----- | ----- | ----- | ---------- | --------------- |
| Medalha de ouro   | Mariko Morimoto      | Japão         | 13.66 | 14.00 | 13.86 | x     | x     | 14.06 | 14.06      |                 |
| Medalha de prata  | Zeng Rui             | China         | 13.84 | x     | x     | 13.97 | 13.69 | 14.01 | 14.01      |                 |
| Medalha de bronze | Nguyễn Thị Hương     | Vietname      | 13.12 | x     | 13.4  | x     | 13.57 | 13.68 | 13.68      | Recorde pessoal |
| 4                 | Maoko Takashima      | Japão         | 13.24 | 13.24 | 13.36 | x     | 13.15 | 13.63 | 13.63      |                 |
| 5                 | Parinya Chuaimaroeng | Tailândia     | 13.58 | x     | 13.09 | 12.92 | 13.35 | 13.21 | 13.58      |                 |
| 6                 | Randi Hemasha Cooray | Sri Lanka     | 12.97 | 13.17 | 13.09 | 12.86 | x     | 12.29 | 13.17      |                 |
| 7                 | Khushnoza Shavkatova | Uzbequistão   | x     | 13.05 | x     | 12.67 | x     | 12.48 | 13.05      |                 |
| 8                 | Shannon Vera Chan    | Hong Kong     | 12.47 | x     | 11.93 | 12.46 | 12.22 | x     | 12.47      |                 |
| 9                 | Valeriya Safonova    | Cazaquistão   | x     | 11.96 | x     |       |       |       | 11.96      |                 |

Legenda
| Recorde mundial       | Recorde mundial (World record)               |                       | Recorde africano                      | Recorde africano (African) |                                           | Q | Classificado por posição (Qualified) |
| Recorde do campeonato | Recorde do campeonato (Championship record)  | Recorde da América    | Recorde da América (Americas)         | q                          | Classificado por melhor tempo (Qualified) |   |                                      |
| Melhor marca do ano   | Melhor marca do ano (World leading)          | Recorde asiático      | Recorde asiático (Asian)              | DNS                        | Não largou (Did not start)                |   |                                      |
| Recorde nacional      | Recorde nacional (National record)           | Recorde europeu       | Recorde europeu (European)            | DNF                        | Não terminou (Did not finish)             |   |                                      |
| Recorde pessoal       | Recorde pessoal do atleta (Personal best)    | Recorde da Oceania    | Recorde da Oceania (Oceania)          | DSQ / DQ                   | Desclassificado (Disqualified)            |   |                                      |
| Recorde da temporada  | Recorde da temporada do atleta (Season best) | Recorde sul-americano | Recorde sul-americano (South America) | NM                         | Sem marca (No mark)                       |   |                                      |